# Javairô Dilrosun
Javairô Dilrosun (Ámsterdam, Países Bajos, 22 de junio de 1998) es un futbolista neerlandés. Juega de extremo y su equipo es el Club América de la Liga MX.

## Trayectoria

### Fuerzas básicas
Dilrosun comenzó su carrera juvenil en 2006 en el Ajax (Ajax Youth Academy), antes de mudarse a la academia juvenil del club inglés Manchester City en 2014. En 2016, ascendió al equipo sub-23 del City jugando en la Premier League 2.

### Hertha BSC

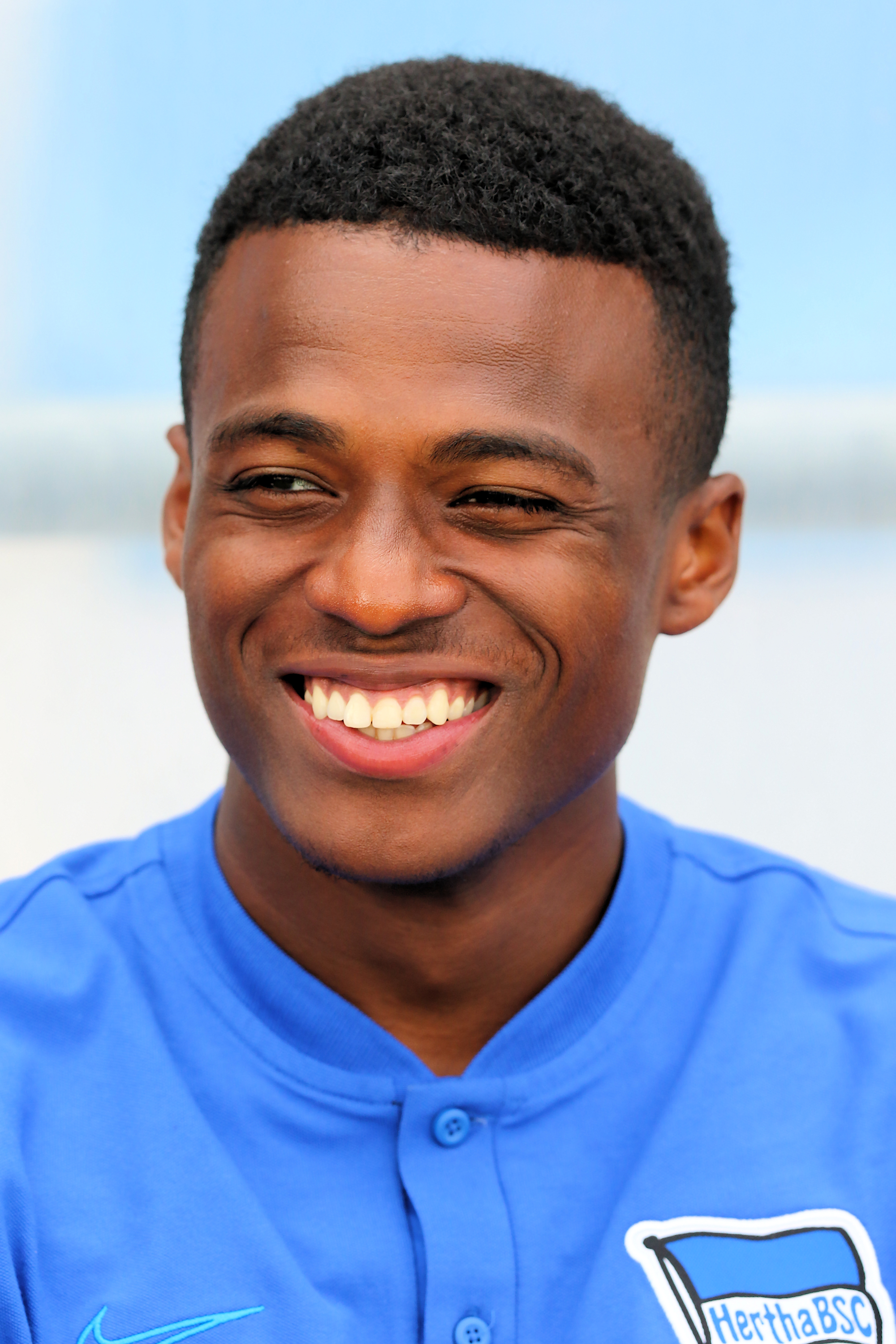
Dilrosun con el Hertha Berlín en 2019

El 3 de mayo de 2018, el club alemán Hertha BSC fichó a Dilrosun procedente del Manchester City para la temporada 2018-19.
Dilrosun hizo su debut profesional con el Hertha el 2 de septiembre de 2018, sustituyendo al lesionado Karim Rekik en el minuto 6 en el partido de la Bundesliga contra el Schalke 04. Asistió a Ondrej Duda en el minuto 15 para el primer gol del Hertha, y el partido terminó con una victoria a domicilio por 2-0. Dilrosun anotó su primer gol en la Bundesliga para el club la jornada siguiente, abriendo el marcador para el Hertha en el minuto 61 después de comenzar el partido contra el VfL Wolfsburg el 15 de septiembre, que terminó con un empate 2-2.

#### Préstamo a Burdeos
El 31 de agosto de 2021, fichó por el Bordeaux en préstamo por una temporada con opción de compra. Sin embargo, su préstamo no se hizo permanente y dejó al equipo al finalizar la temporada.

### Feyenoord
El 11 de julio de 2022, el Feyenoord anunció que lo había fichado con un contrato de cuatro años. El 7 de agosto de 2022, anotó su primer gol en su debut oficial con el club, anotando el tercer gol del Feyenoord en la victoria a domicilio por 5-2 contra el Vitesse.

### Club América
El 2 de febrero de 2024, el club mexicano América llegó a un acuerdo con el Feyenoord para su fichaje. Este hizo su debut el 10 de febrero entrando como suplente en un partido en contra el Club León, donde obtendrían la victoria con marcador de 1-0. El 9 de marzo de 2024 anotó su primer gol ante los Tigres de la UANL en un partido que finalizó con un resultado de 2-0.
En México consiguió cuatro títulos y en junio de 2025 fue prestado un mes a Los Angeles F. C. para participar en la Copa Mundial de Clubes de la FIFA 2025. Disputó dos encuentros en el torneo y seis más en la Major League Soccer, en los que marcó dos goles, y el 26 de julio dejó el club al expirar la cesión.

## Selección nacional
Tras jugar con la selección de fútbol sub-15 de los Países Bajos, la sub-16, la sub-17, la sub-18, la sub-19, la sub-20 y la sub-21, finalmente hizo su debut con la selección absoluta el 19 de noviembre de 2018 en un encuentro de la Liga de Naciones de la UEFA 2018-19 contra Alemania que finalizó con un resultado de empate a dos tras los goles de Timo Werner y de Leroy Sané para Alemania, y de Quincy Promes y de Virgil van Dijk para los Países Bajos.

## Clubes
| Club                                | País           | Año           | Partidos | Goles |
| ----------------------------------- | -------------- | ------------- | -------- | ----- |
| Hertha Berlín II                    | Alemania       | 2018-2019     | 4        | 0     |
| Hertha Berlín                       | Alemania       | 2018-2021     | 59       | 6     |
| F. C. Girondins de Burdeos (cedido) | Francia        | 2021-2022     | 34       | 3     |
| Feyenoord                           | Países Bajos   | 2022-2024     | 55       | 7     |
| Club América                        | México         | 2024-         | 51       | 3     |
| Los Angeles F. C. (cedido)          | Estados Unidos | 2025          | 8        | 2     |
| Total Carrera                       | Total Carrera  | Total Carrera | 211      | 21    |

## Palmarés

### Títulos nacionales
| Título                  | Club         | País         | Año     |
| ----------------------- | ------------ | ------------ | ------- |
| Eredivisie              | Feyenoord    | Países Bajos | 2022-23 |
| Primera División        | Club América | México       | 2024    |
| Campeón de Campeones    | Club América | México       | 2023-24 |
| Supercopa de la Liga MX | Club América | México       | 2024    |
| Primera División        | Club América | México       | 2024    |

### Distinciones individuales
| Distinción                           | Año  |
| ------------------------------------ | ---- |
| Mejor gol del Clausura de la Liga MX | 2024 |